# Schillerpromenade
Die Schillerpromenade im Berliner Ortsteil  Neukölln (bis 1912: Rixdorf) ist die zentrale Straße des Schillerkiezes, eines Gründerzeitviertels. Mit einer breiten Mittelpromenade und prächtigen Fassaden um 1900 als Viertel für gutsituierte Bürger angelegt, befinden sich die Straße und der Kiez heute in einem Gentrifizierungsprozess.

## Lage und Verlauf
Die Schillerpromenade führt von der Selchower Straße über den zentralen Herrfurthplatz mit der Genezarethkirche direkt auf die Leinestraße und endet dort mit Blick auf die ehemalige Ingenieurschule für Bauwesen. Das Verbindungsstück zwischen Selchower Straße und Columbiadamm gehört zur Fontanestraße. Die 50 Meter breite Straße verfügt über zwei kleinere, einspurige Fahrbahnen nebst Parkstreifen, die durch die breite Mittelpromenade getrennt sind. Die Mittelpromenade prägt ein breiter Fußgängerweg, zu dessen Seiten Grünflächen mit Parkbänken angelegt sind; im südlichen Bereich ist zudem ein Kinderspielplatz in den Streifen integriert. In ihrem Verlauf von Nord nach Süd führt die Schillerpromenade (beziehungsweise im nördlichen Bereich Fontanestraße) über folgende Querstraßen, die sämtlich zum Kiez gehören: Mahlower Straße, Selchower Straße, Herrfurthstraße, Kienitzer Straße, Allerstraße, Okerstraße und Leinestraße.
Der Schillerkiez wird im Norden vom Columbiadamm, im Westen vom Tempelhofer Park (bis 1923 das Tempelhofer Feld und bis 2008 Flughafen Tempelhof), im Süden vom Anita-Berber-Park an der Leinestraße und im Osten von der Hermannstraße begrenzt. Parallel zur Schillerpromenade verlaufen die drei restlichen Kiezstraßen, die Oderstraße im Westen neben dem Flughafen, zwischen Oderstraße und Schillerpromenade die Lichtenrader Straße und im Osten Richtung Hermannstraße die Weisestraße.
Auf historischen Karten heißt der Columbiadamm an der Ecke zur Fontanestraße noch Wanzlikstraße (bis zum 7. Januar 1928, 1907 von Wanzlickstraße geändert) nach dem Neuköllner Lokalpolitiker Daniel Friedrich Wanzlick. Die heutige Kienitzer Straße ist als Steinmetzstraße verzeichnet in Erinnerung an den preußischen Generalfeldmarschall Karl Friedrich von Steinmetz. Der zwischen Leinestraße und Warthestraße eingezeichnete Grüne Weg steht nur noch Fußgängern und Radfahrern zur Verfügung. Auch die Oderstraße ist ab Ecke Leinestraße Richtung Warthestraße inzwischen für den Kraftfahrzeugverkehr gesperrt beziehungsweise durch eine Ausbuchtung des Flughafenfeldes an dieser Stelle auf einen Weg reduziert.
Das Quartier ist 94,97 Hektar groß und zählt 20.254 Einwohner.

## Geschichte

### Vom Ackerland zur Baugewerkschule

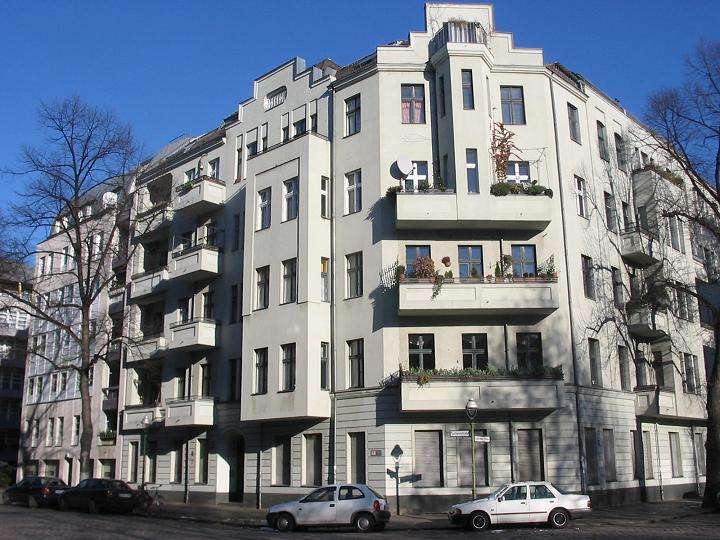
Schillerpromenade Ecke Selchower Straße

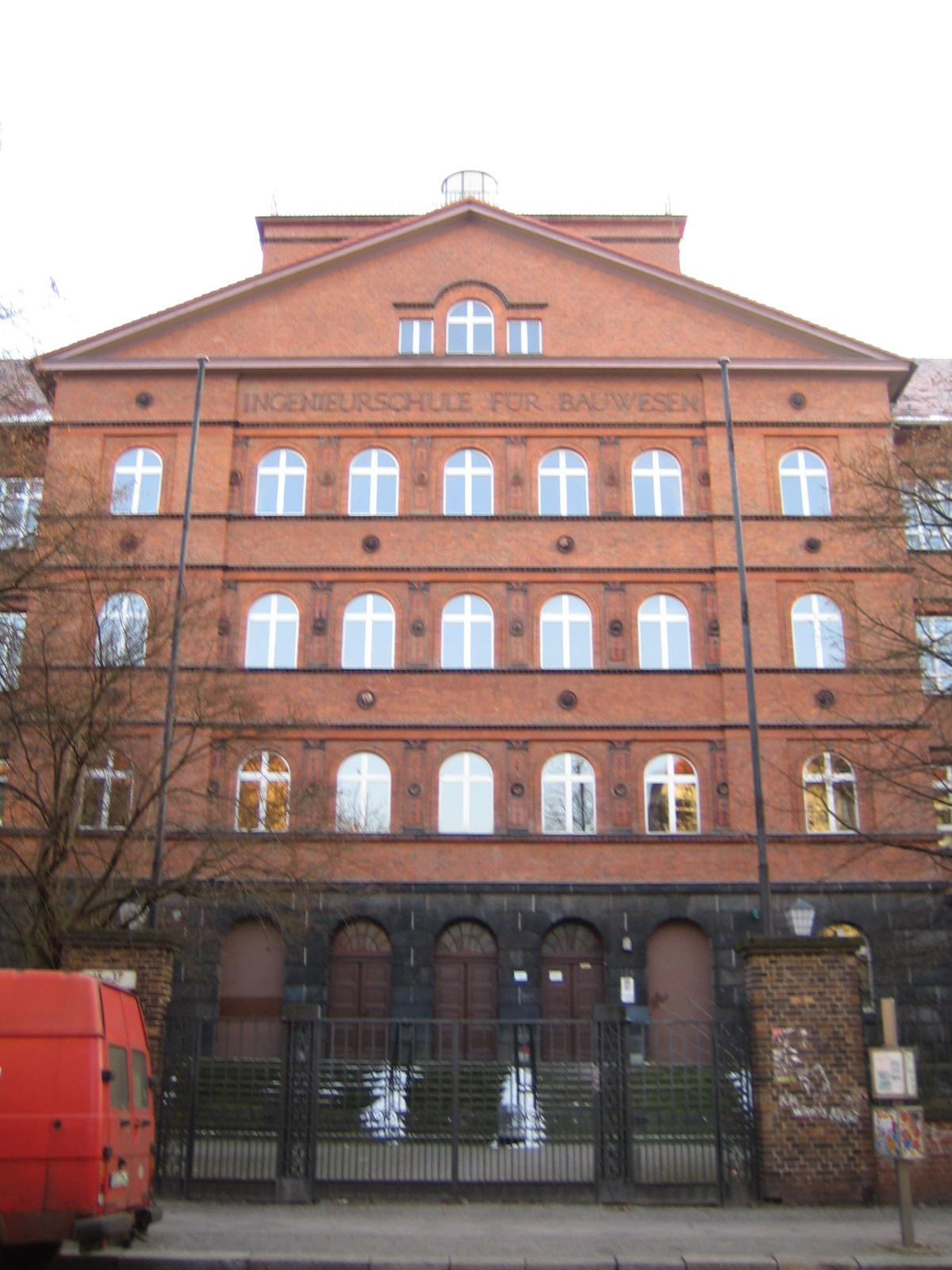
Königlich Preußische Baugewerkschule, heute Carl-Legien-Schule

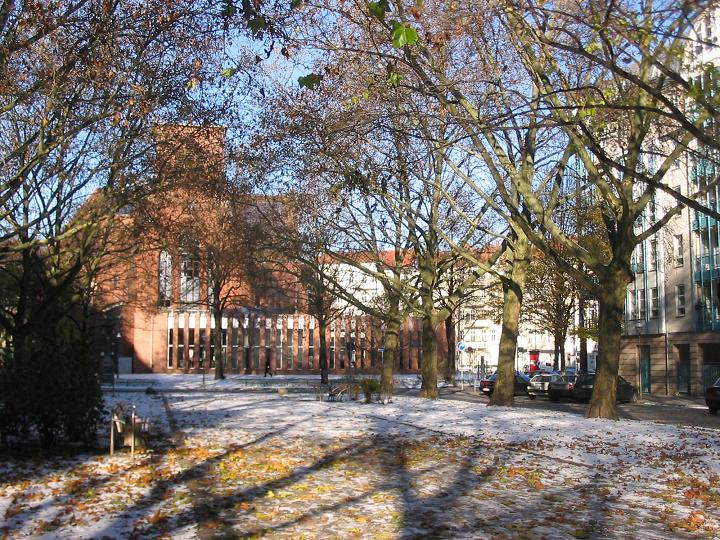
Promenadenstreifen der Schillerpromenade Richtung Herrfurthplatz/Genezarethkirche

Das Viertel um die Schillerpromenade, das auf altem Ackerland entstand, war von der Stadt Rixdorf und ihrem damaligen Bürgermeister Hermann Boddin um 1900 als „Wohnquartier für Besserverdienende“ und als Gegenpol zu der Arbeitersiedlung auf den Rollbergen konzipiert, die bereits in den Jahrzehnten zuvor errichtet worden war. Hiermit wollte man sich in Rixdorf vom Ruf eines Arbeitervororts lösen. „Die schönste Wohngegend Rixdorfs“ nannte ein Hauswirt 1908 das Gebiet. Prächtige Fassaden, platanengesäumte Bürgersteige und eine Promenade mit Parkbänken, Blumenrondells und englischem Rasen verleihen der Straße ein großbürgerliches Flair.
Schon mit dem Bebauungsplan der Stadt von 1901 waren das Straßenraster mit der 50 Meter breiten Schillerpromenade, dem Herrfurthplatz in der Mitte und den angrenzenden Straßen in seiner noch heute bestehenden Form festgelegt. Im Gegensatz zur Entwicklung im Rollbergviertel erhielt der Schillerkiez rechtzeitig öffentliche Einrichtungen wie zum Beispiel zwei Volksschulen in der Mahlower Straße und der Weisestraße. Die nach dem Dichter Karl Weise benannte Grundschule in der Weisestraße 19/20 ist noch heute der zentrale Schulstandort im Kiez.
Um 1910 bestanden 90 Prozent aller Wohnungen im Kiez aus Ein- oder Zwei-Zimmer-Wohnungen mit geräumiger Küche, Bad, eigenem Korridor und Klosett, die sich in der Regel bis zu vier Personen einer Familie teilten. In den Erdgeschossen der Häuser befanden sich meist Gewerbe- und Gastronomieräume. Diese Wohnungen fanden viel Zuspruch, denn die nahe gelegene Hermannstraße hatte sich bereits vor der Jahrhundertwende zur Vergnügungsmeile entwickelt. Die Kindl- und Viktoria-Festsäle, deren Theater und Kinos, Tanzsäle und Biergärten waren ein Magnet für tausende Besucher und die neuen Bewohner im Schillerkiez.
Im Oktober 1914 wurde die Königlich Preußische Baugewerkschule Neukölln (später: Ingenieurschule für Bauwesen) eingeweiht, die nach einem Entwurf des Architekten und Neuköllner Baustadtrats Reinhold Kiehl entstand. Das denkmalgeschützte Gebäude in der Leinestraße beherbergt heute die nach dem Gewerkschaftsfunktionär Carl Legien benannte Berufs- und Berufsfachschule.

„Am Ende der Schillerpromenade stößt man auf die Ingenieurschule für Bauwesen. Ihre Studenten sind aus dem Straßenbild nicht wegzudenken, junge Leute mit großen Papprollen und langen Linealen unter dem Arm.“

### Wochenmarkt
Anfang 1910 entstand um den Herrfurthplatz entlang der Schillerpromenade ein Wochenmarkt, der sich um 1920 bis zur Okerstraße ausdehnte. Um 1950 bauten hier bis zu 250 Händler ihre Stände auf. Anfang der 1990er Jahre wurde der Markt wegen fehlender Kundschaft aufgegeben.
Der Verein Pro Schillerkiez e. V. und weitere Akteure veranstalten mit Unterstützung des lokalen Quartiersmanagements den Markt seit Mai 2009 als Kunst-, Kultur- und Wochenmarkt wieder. Der Markt wird als einer der Wettbewerbssieger der Initiative Mittendrin Berlin! vom Berliner Senat gefördert. Der als „Schillermarkt“ bezeichnete Wochenmarkt findet jeden Samstag statt und wird einmal im Monat durch den Kunst- und Kulturmarkt ergänzt.

### Ausbau und Sanierung
In den 1920er Jahren ergänzte Bruno Taut, der Architekt der Britzer Hufeisensiedlung, den Kiez um preiswerte Arbeiterwohnungen an der Oderstraße, die im Stil seiner sozialreformerischen, nicht-kommerziellen Konzepte gehalten waren. Eine weitere Aufwertung erfuhr der Kiez 1928 durch die Eröffnung des Sportparkes entlang der Oderstraße auf dem Gebiet des Tempelhofer Feldes mit zahlreichen Sport- und Spielflächen.
In der Schillerpromenade 16 wurde 1930 das Gemeindehaus der Genezareth-Gemeinde eingeweiht, das nach Plänen des Architekten Hans Jessen entstand. Im Erdgeschoss und in der ersten Etage befindet sich seit August 2003 die gymnasiale Oberstufe der Evangelischen Schule Neukölln, ein Saal im zweiten Obergeschoss steht der Gemeinde weiter zur Verfügung. Das Gebäude steht unter Denkmalschutz.
Im Zweiten Weltkrieg blieb das Quartier nahezu unzerstört und hat so seinen ursprünglichen Zustand weitgehend bewahrt. Nicht zuletzt aufgrund des zunehmenden Fluglärms des benachbarten Flughafens Tempelhof und dem damit einhergehenden Preis- und Qualitätsverfall der Wohnungen kam es zu einer Veränderung der Bewohnerstruktur, die von einem Wegzug der Besserverdienenden und dem Zuzug eher benachteiligter Bevölkerungsgruppen mit einem hohen Anteil erwerbsloser Bürger und niedriger Einkommen gekennzeichnet war.
Als zu Beginn der 1960er Jahre in Berlin die Sanierungsmaßnahmen einsetzten, richtete sich das Interesse zuerst auf die Gebiete mit der schlechtesten Bausubstanz. In Neukölln wurde daher als erstes das Rollbergviertel zum Sanierungsgebiet erklärt. Erst 1990 wurde auch der Schillerkiez zum Schwerpunkt der Stadterneuerung und zwei Jahre später als Sanierungsuntersuchungsgebiet ausgewiesen. Seit Sommer 1996 schützt eine Erhaltungsverordnung das städtebauliche Ensemble und die Mieter. Seit 1999 sorgt sich ein Quartiersmanagement um den Erhalt des Kiezes.
Zwischen 1945 und 1949 trug der Sportpark an der Oderstraße den Namen Werner-Seelenbinder-Kampfbahn. Eine Eislaufbahn mit einer Freiluft- und Kunsteisbahn mit einer Bahnlänge von 200 Metern kam 1958 hinzu. Am 24. Oktober 2004 wurde der Sportpark Neukölln zum 60. Todestag des Ringers und Widerstandskämpfers Werner Seelenbinder in Werner-Seelenbinder-Sportpark umbenannt.

### Öffnung des Tempelhofer Feldes für die Öffentlichkeit
Am 8. Mai 2010 wurde der an den Schillerkiez angrenzende Tempelhofer Park, der sich auf dem Tempelhofer Feld (dem ehemaligen Flugfeld des Flughafens Tempelhof) befindet, für die Öffentlichkeit zugänglich gemacht.

## Genezarethkirche

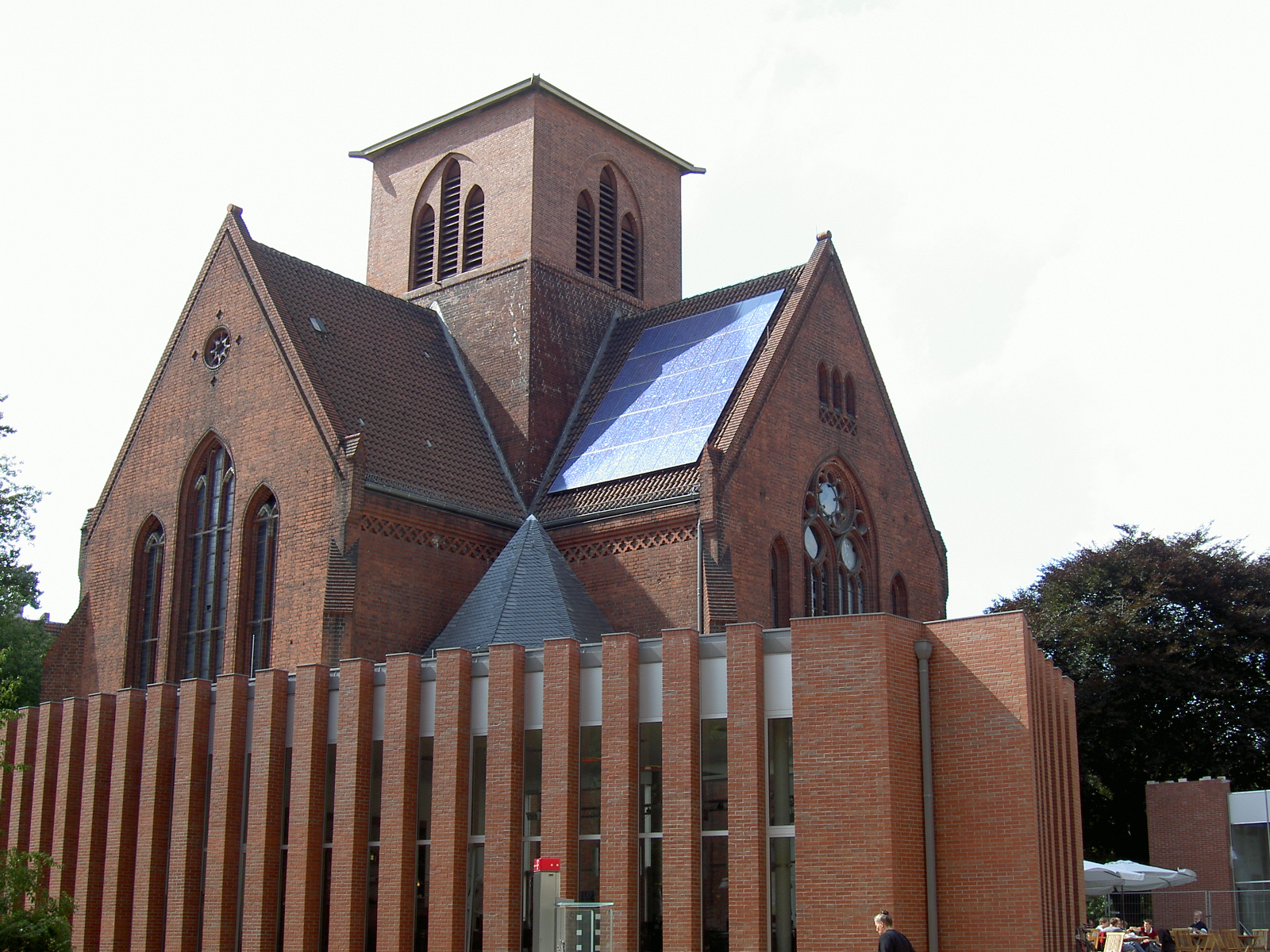
Genezarethkirche (mit neuem Anbau und Photovoltaikanlage)

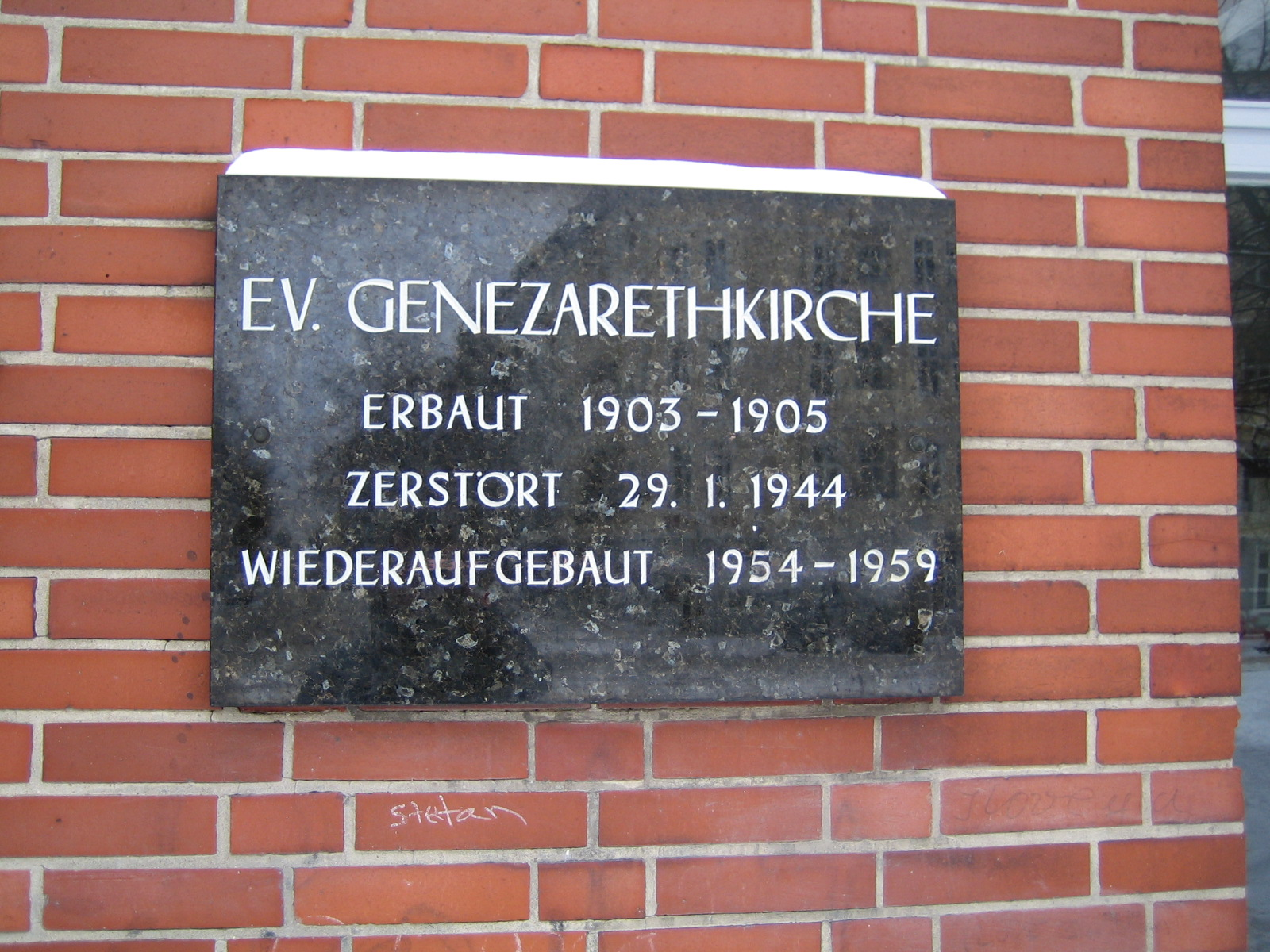
Im Gedenken an die Zerstörung

Da die Bevölkerung im Norden Rixdorfs ab 1890 stark wuchs, wurden vier neue Kirchen gebaut, darunter die Genezarethkirche auf dem Herrfurthplatz. Sie entstand nach den Plänen des königlichen Baurats Franz Schwechten, dem Berlin auch die Kaiser-Wilhelm-Gedächtniskirche und den Anhalter Bahnhof verdankt. 1903 fand die Grundsteinlegung statt und bereits zwei Jahre später, am 4. Juni 1905, konnte das Bauwerk eingeweiht werden. Namensgeber war der bereits in der Bibel erwähnte See Genezareth im Norden Israels.
Der Grundriss hat die Form eines Kreuzes mit gleich langen Armen. Über der Vierung erhob sich ein spitzer 62 Meter hoher Glockenturm, der ein bemerkenswertes Schicksal hinter sich hat. Der zunehmende Verkehr auf dem benachbarten Flughafen Tempelhof erforderte 1939/1940 eine Verkürzung auf 38 Meter, die mit dem Abriss der Turmspitze erreicht wurde. In der Zeit der Berlin-Blockade (1948/1949) kam es zu einer erneuten Kürzung auf lediglich noch 21,7 Meter. Nach der Zerstörung der Kirche durch einen Luftangriff der Alliierten am 29. Januar 1944 konnte sie 1955 nach einer regen Spendenaktion der Gemeindemitglieder wiederaufgebaut werden. Die Wieder-Einweihung fand am 20. September 1959 statt.
Im Rahmen der Projektwerkstätten zur Umgestaltung der Grünflächen der Schillerpromenade entwickelten die Bewohner 2003 die Idee, die Kirche mit dem Anbau eines Cafés in die Kiezentwicklung einzubeziehen. Am 23. Juni 2003 begann der Senator für Stadtentwicklung Peter Strieder mit dem ersten Spatenstich feierlich den Umbau der Genezarethkirche. Die Genezareth-Kirche soll damit wieder zum kulturellen und gesellschaftlichen Mittelpunkt des Gemeinde- und Kiezlebens werden. Die neben dem Café entstehenden Büro- und Gruppenräume ermöglichen darüber hinaus die Verlagerung aller Aktivitäten der Gemeinde aus dem Gemeindehaus an der Schillerpromenade in die Kirche. Das Herzstück der Kirche, der runde Kirchraum, soll zukünftig wieder das Zentrum der Gemeinde bilden.

## Sonstiges
Auch im Ortsteil Oberschöneweide des Bezirks Treptow-Köpenick existiert eine Straße mit dem Namen Schillerpromenade.